# Миронюк Володимир Якович
Володи́мир Я́кович Мироню́к — український військовик, генерал-майор Збройних сил України. Командир кадру Корпусу резерву Сухопутних військ ЗСУ (2019—2024).

## З життєпису
Станом на квітень 2015 року — керівник АТО в Луганській області (Сектор А).
Станом на березень 2019 року — начальник штабу ОК «Захід».
3 травня 2019 року отримав звання генерал-майора. Перебував на той час на посаді командира кадру корпусу резерву.
11 лютого 2024 року звільнений з посади командувача корпусу резерву України.

## Нагороди
- Орден Богдана Хмельницького III ступеня (19 липня 2014) — за особисту мужність і героїзм, виявлені у захисті державного суверенітету та територіальної цілісності України.[7]